# McFit
McFit (Eigenschreibweise: McFIT) ist gemessen an ihrer Mitgliederzahl von rund 1,7 Millionen die größte Fitnessstudiokette Deutschlands. Europaweit hat sie mehr als 250 Studios in Deutschland, Österreich, Italien und Spanien. McFit ist eine Marke der RSG Group, deren Hauptsitze sich in Schlüsselfeld und Berlin befinden.

## Geschichte
Gegründet wurde McFit 1996 von Rainer Schaller. In den 1990er Jahren hatte er die Idee, ein Discount-Fitnessstudio zu eröffnen. Das Ziel war es, Fitness mit einem geringen Monatsbeitrag für jeden zugänglich zu machen. Das erste McFit-Studio eröffnete 1997 mit der Werbebotschaft „Jetzt auch in Würzburg“ in der fränkischen Universitätsstadt in einer umgebauten Industriehalle auf einer Fläche von rund 700 Quadratmetern. In den darauffolgenden Jahren folgten weitere Filialen im Ruhrgebiet und Berlin. 2006 wurde McFit mit fast einer halben Million Mitgliedern Deutschlands mitgliederstärkste Fitnessstudiokette. 2007 wurde, neben dem Satzungssitz in Schlüsselfeld, eine weitere Firmenzentrale in Berlin gegründet, wo sich Marketing, PR, Kreation und Trainingskonzeption bündeln. Im selben Jahr übernahm McFit seinen wichtigsten Mitbewerber Fit24 in Deutschland. 2008 wurde in München das 100. Studio in Deutschland eröffnet und die Brüder Wladimir und Vitali Klitschko warben in einem Zeitraum von fünf Jahren als Prominente für McFit. Mit dem Sponsoring von TV-Formaten und Sportveranstaltungen wurde McFit einer breiten Öffentlichkeit bekannt. Ab 2009 folgten Ländereintritte in Österreich, Italien und Spanien.

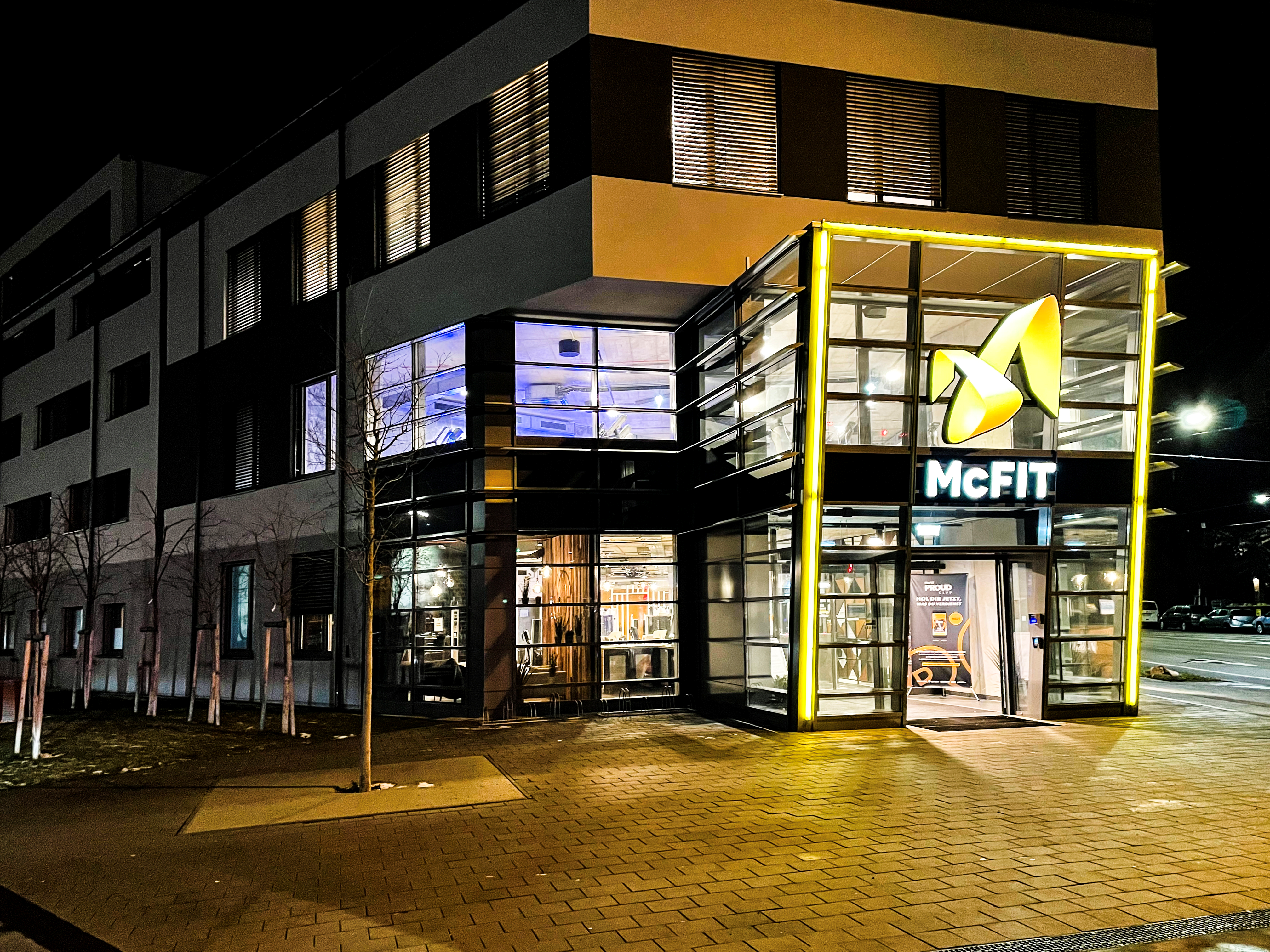
McFit-Studio in Wien (2009 eröffnet).

2011 hatte McFit europaweit 1.000.000. Mitglieder. 2014 entwarf der deutsche Designer Michael Michalsky für die sogenannten „Home of Fitness“ Studios ein Designkonzept, das an das eigene Zuhause erinnern sollte. Das Konzept wurde über die Jahre nicht weiterverfolgt, legte aber den Grundstein für die Weiterentwicklung der Kette. Michael Michalsky war gleichzeitig auch Art Director der McFit Models, einer Sportmodel-Agentur, die ebenfalls zur RSG Group gehört und hat einen eigenen Body Award. Die McFit Models bezeichnen sich selbst als die größte Sportmodel-Agentur in Europa und rekrutieren ihre Models größtenteils aus den eigenen Studiomitgliedern. Diese werden dann vorwiegend für sportliche Foto-Kampagnen und Videodrehs eingesetzt.
Aufgrund der Diversifizierung des Geschäftsmodells und der internationalen Ausrichtung wurde die McFit GmbH 2016 in die McFit Global Group umbenannt und damit gleichzeitig zu einer Dachmarke umgewandelt. Es kamen weitere Marken wie High5 (2015) und John Reed Fitness (2016) hinzu, die unter der Dachmarke angesiedelt wurden. Im weiteren Verlauf entwickelte sich die McFit Global Group 2019 zur RSG Group. Heute hat McFit dadurch 18 Schwestermarken im Konzern.

### McFit Italien
2010 wurde das Unternehmen McFit Italien GmbH gegründet, das von der deutschen McFit GmbH kontrolliert wurde. Der italienische Hauptsitz befindet sich in Mailand, wo es drei McFit-Studios gibt. Aktuell verfügt McFit über 40 Studios in Italien.
McFit warb in Werbekampagnen, Events und Neueröffnungen mit Sportlern von überregionaler Bedeutung. Zum Beispiel die Fußballer Christian Vieri, Alessandro Costacurta, Marco Materazzi, Luca Toni und Barbara Bonansea und die Olympiasieger Gianmarco Tamberi, Clemente Russo, Irma Testa, Elia Viviani, Sara Cardin und Carlotta Ferlito.

## Geschichte des Logos
Das erste Studio eröffnete 1997 mit einer Banane als Maskottchen im Logo und dem Schriftzug „Die Fitnesshalle für alle“. Im Laufe der Jahre blieb nur die Banderole mit dem Markennamen bestehen. Dabei war die Farbgebung stets der gelbe McFit Schriftzug auf einem knallig blauen Hintergrund. 2006 folgte die Werbebotschaft „Einfach gut aussehen“ als Zusatz auf dem Logo. 2013 gab es eine Überarbeitung des gesamten Designs, das bis heute aktuell ist: McFit nutzt seit dem eine geschwungene, gelbe Schleife auf einem anthrazitfarbenen Hintergrund als Logo. Unter der Schleife steht der weiße McFit Schriftzug. Die Werbebotschaft „Einfach gut aussehen“ blieb unter dem Markennamen weiter bestehen.

## Konzept
Die Studios von McFit bieten Geräte für Ausdauer- und Krafttraining mehrfacher Ausführung. Dazu zählen beispielsweise die Bein- und Brustpresse, aber auch Laufbänder, Crosstrainer, Stepper und Rudergeräte. Während die klassischen Fitnessstudios in den 1990er Jahren und davor eher von Bodybuildern und Athleten genutzt wurden, was den Studios gesellschaftlich oft einen zweifelhaften Ruf einbrachte, legte Rainer Schaller bei der Entwicklung seines Konzepts Wert darauf, Fitness für die breite Masse zu ermöglichen und das Ansehen des Fitness aufzuwerten. Rainer Schallers Grundidee war es, das Angebot so transparent und simpel wie möglich zu halten und den Fokus ausschließlich auf die Trainingsgeräte zu richten. Entgegen dem Wellness-Trend, der in den 90er Jahren im Fitnessbereich aufkam, wurde auf weitere Dienstleistungen wie beispielsweise Kursräume, Schwimmbäder oder Saunen in allen Studios bewusst verzichtet. Auch für die Nutzung der Duschen musste anfänglich extra gezahlt werden.
Ein weiteres Novum in Deutschland war zu jenem Zeitpunkt das Prinzip der 24-stündigen Öffnungszeiten an 365 Tagen im Jahr, die den Mitgliedern eine größtmögliche zeitliche Flexibilität bot, ins Fitnessstudio zu gehen. Im Laufe der Jahre hat sich das Konzept von McFit etwas gewandelt und weiterentwickelt. Mittlerweile gibt es in den Studios auch Trainingsareale eigens für Frauen, Kursräume sowie Flächen für Functional Fitness. Im monatlichen Mitgliedsbeitrag ist der Zugang zu allen Bereichen, die Duschgebühr und das Angebot von Fitnesskursen enthalten. Die Mitglieder dürfen ihre Getränke selbst mitbringen. Mit den meisten Verträgen ist das Training in allen McFit-Studios europaweit möglich. Der Großteil der Clubs in Deutschland und Österreich ist weiterhin 24 Stunden am Tag und 365 Tage im Jahr geöffnet.

## Corona-Pandemie
Während der COVID-19-Pandemie entwickelte McFit „kreative Maßnahmen“, um den offiziell verhängten Studioschließungen zu trotzen. Gemeinsam mit dem Infektiologen Prof. Dr. Klaus-Dieter Zastrow wurde ein spezielles Hygienekonzept entwickelt, das ein Fitnesstraining im Freien ermöglichte. McFit war die erste Fitnessstudio-Kette in Deutschland, die Outdoor-Trainingsflächen auf Parkplätzen oder unter Zelten eröffnete, um den eigenen Mitgliedern den Sport trotz der Corona-Beschränkungen anzubieten. Jede Trainingseinheit war auf maximal 45 Minuten pro Person begrenzt und nur nach vorheriger Anmeldung möglich. Standorte in Deutschland waren Hamburg, Bremen, Rostock, Braunschweig, Mannheim, Wiesbaden, Mainz, Magdeburg, Neunkirchen und Berlin. McFit verfügte auch in Italien über solche Outdoor-Trainingsflächen.
Im Jahr 2022 versuchte McFit, die Beitragseinnahmen seiner Fitnessstudios zu steigern, indem die Mitglieder durch Passieren des Drehkreuzes im Studio der Beitragserhöhung automatisch zustimmen mussten. Ohne Passieren ist eine Nutzung der Studios und somit des Vertrages nicht möglich. Die Verbraucherzentrale stufte dieses Vorgehen deshalb als rechtswidrig ein.